# Пуэрта-дель-Конде
Пуэрта-дель-Конде (исп. La Puerta del Conde) — достопримечательность города Санто-Доминго, столицы Доминиканской Республики, где Франсиско дель Росарио Санчес, один из отцов-основателей независимой Доминиканской Республики, провозгласил доминиканскую независимость и впервые поднял доминиканский флаг 27 февраля 1844 года. Название Пуэрта-дель-Конде переводится с испанского языка как «графские ворота».
Ворота являются частью бастиона Эль-Балуарте-дель-Конде (исп. El Baluarte del Conde; переводится как «графский бастион»), расположенного в колониальном городе Санто-Доминго. Бастион был частью крупной системы фортификаций, укреплявших стену, окружавшую колониальный город. У Пуэрта-дель-Конде располагаются также Алтарь Отечества и Парк независимости.

## История

### Колониальная эпоха
Строительство Пуэрта-дель-Конде началось в 1543 году и первоначально он назывался фортом Сан-Хенаро. Укрепление было предназначено для защиты Санто-Доминго от вторжения армий и атак пиратов и корсаров.
Муралья (защитная стена) была восстановлена и усовершенствована в 1655 году после того, как англичане, возглавляемые Уильямом Пенном и Робертом Венейблсом, предприняли осаду Санто-Доминго. Попытка была отбита командовавшим испанскими военными силами генерал-капитаном Санто-Доминго доном Бернардино де Менесес и Бракамонте, графа Пеньяльва. Благодаря этой успешной защите города, ворота были названы в его честь La Puerta del Conde (Графскими воротами).
El Baluarte del Conde (Графский бастион) представлял собой типичное для XVII века фортификационное сооружение в итальянском стиле, который являлся самым распространённым в Карибском регионе в это время. К XVIII веку оборонительные стены Санто-Доминго, представлявшие в плане пятиугольник, достигли предела в своём совершенствовании и надёжно защищали город. Пуэрта-дель-Конде служил западными воротами в колониальный Санто-Доминго. 

## Современное состояние
Ныне Пуэрта-дель-Конде служат главным входом в Национальный парк (исп. El Parque Nacional), также известный как Парк независимости. Надпись над аркой Пуэрта-дель-Конде гласит: "ỉDulce et Decori est pro patria moriḯ", что с латинского означает: «Сладка и прекрасна за родину смерть». Эль-Балуарте-дель-Конде, являющийся символом независимости, включает в себя ряд памятников и сооружений, повествующих о борьбе доминиканцев за свою свободу. 